# Kertamulya (Pedes)
Kertamulya is een bestuurslaag in het regentschap Karawang van de provincie West-Java, Indonesië. Kertamulya telt 6498 inwoners (volkstelling 2010).